# Sonia Nimr
Sonia Nimr és una escriptora i rondallaire palestina. És membre de la junta acadèmica del Departament de Filosofia i d'Estudis Culturals de la Universitat de Birzeit, Palestina, on també treballa de professora ajudant. Es va doctorar en història a la Universitat d'Exeter, Regne Unit. Escriu contes populars en àrab col·loquial i contes infantils. Va guanyar el Premi Katara de Novel·la Àrab, així com el Premi Etisalat de Literatura Infantil Àrab, a la categoria de literatura juvenil. A més a més, va ser nominada al Premi Hans Christian Andersen i al Premi Sheikh Zayed.

## Biografia
Sonia Nimr va néixer a Jenin l'any 1955, en una família erudita i amant de l'aprenentatge. El seu avi, Saïd Nimr, fou un pioner de la medicina a Palestina. El seu pare fou enginyer i el seu oncle, Essam Nimr, va participar en el primer allunatge a la Lluna amb la nau Apollo. La seva mare, que des de petita ja l'animava a llegir relats, fou la que més la va esperonar a seguir el seu camí d'escriure contes infantils.
Sonia Nimr va ser empresonada a la primera presó femenina israeliana de Ayalon (anteriorment anomenada Ramla) l'any 1975, mentre cursava el segon any universitari, i va estar-se a presons israelianes tres anys, durant els quals va començar a interessar-se per escriure llibres infantils. Durant l'estada a la presó va escriure els dos primers contes; no obstant això, més endavant van ser confiscats i no els va tornar a escriure. El 1990, va tornar a ser detinguda i, per tant, va estar-se durant un temps entre reixes. Un cop va ser alliberada, el mateix any, va viatjar al Regne Unit i va presentar una tesi doctoral especialitzada en històries orals a la Universitat d'Exeter. Després, va treballar durant 20 anys al departament d'educació cultural del museu de Londres, del qual també va ser responsable d'educació.
Des del 2006 té el càrrec de conferenciant i professora ajudant a la Universitat de Birzeit en el Centre d'Estudis Culturals.

## Obres
Va publicar 16 llibres infantils, així com una col·lecció de contes de la mitologia palestina i una altra de llibres populars, escrits en àrab col·loquial simplificat. També va obtenir una beca per escriure literatura humorística i va traduir un gran nombre de llibres.
- 2002: Història que comença i acaba amb la imaginació
- 2003: Un petit tros de terra; coautora junt amb Elizabeth Laird; va rebre un gran reconeixement
- 2008: Ghaddar el Ghoul i altres històries palestines; de caràcter humorístic
- 2008: La història moderna de Palestina il·lustrada; coautora junt amb Saad Nimr
- 2011: Zallouta; coautora junt amb Souad Naji
- 2011: Mukhtar Abu Deneen Kbar
- 2013: Viatges Extraordinaris per Terres Misterioses; va ser llorejada amb la primera posició en el Premi Etisalat de Literatura Infantil Àrab, a la categoria de literatura juvenil (2014)
- 2014: El rei dels contes
- 2016: Les sabates de Tamburi; coautora junt amb Rasha Hamami
- 2017: L'au tro

## Premis
- 2014: primer lloc del Premi Etisalat de Literatura Infantil Àrab, a la categoria de literatura juvenil
- 2017: nominada a la llista curta de la novena edició del Premi Etisalat del llibre infantil. És un dels guardons més importants destinats a la literatura infantil del món àrab i, també, és un dels més destacats
- 2018: nominada al Premi Memorial Astrid Lindgren, també conegut com «Nobel de la literatura infantil», que fou un antic guardó de la institució de literatura infantil del Govern suec
- 2019: nominada al premi Sheikh Zayed, per intel·lectuals i joves emergents
- Nominada al Premi Hans Christian Andersen, que és el reconeixement internacional més important per autors i il·lustradors de llibres infantils, atorgat per la institució IBBY